# Gorre
Pour les articles homonymes, voir Gorre (homonymie).
Gorre (Gòra en occitan) est une commune française située dans le département de la Haute-Vienne, en région Nouvelle-Aquitaine.
Elle est intégrée au parc naturel régional Périgord-Limousin.
Ses habitants sont appelés les Gorrois.

## Géographie

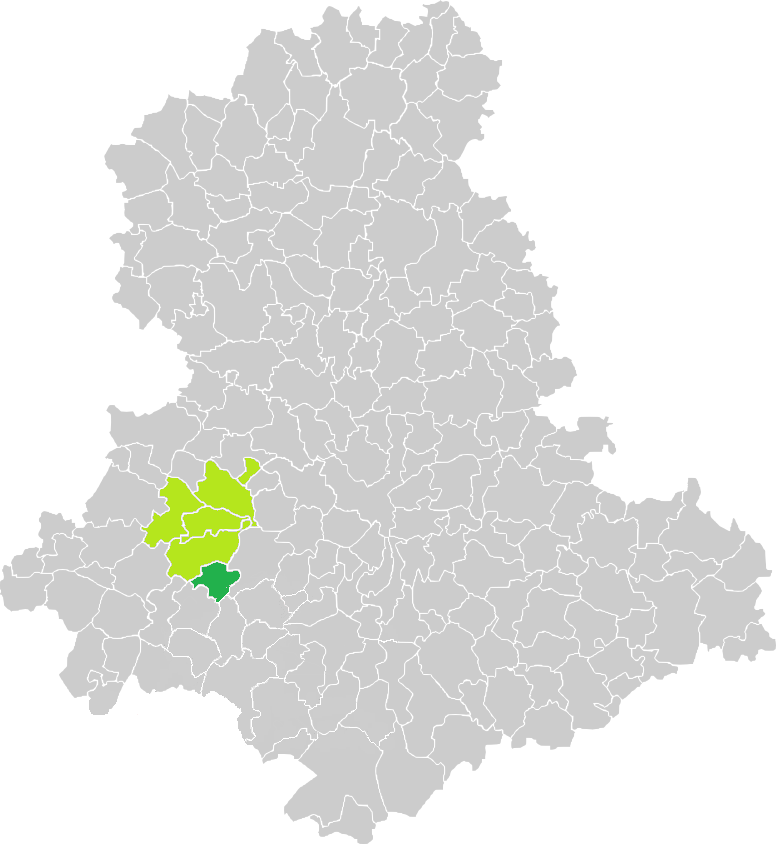
Situation de la commune de Gorre en Haute-Vienne.

### Situation
Commune du canton de Saint-Laurent-sur-Gorre, traversée par la rivière du même nom : la Gorre.
La commune de Gorre a une superficie de 16,2 km2. La plus grande ville la plus proche est Limoges, qui est située à 24 km au nord-est.

### Communes limitrophes
| Saint-Laurent-sur-Gorre |        | Séreilhac |
|                         | Gorre  |           |
| Champsac                | Pageas |           |

### Climat
Pour des articles plus généraux, voir Climat de la Nouvelle-Aquitaine et Climat de la Haute-Vienne.
Historiquement, la commune est exposée à un climat océanique limousin.  
En 2020, Météo-France publie une typologie des climats de la France métropolitaine dans laquelle la commune est exposée à un climat océanique altéré et est dans la région climatique Ouest et nord-ouest du Massif Central, caractérisée par une pluviométrie annuelle de 900 à 1 500 mm, maximale en automne et en hiver.
Pour la période 1971-2000, la température annuelle moyenne est de 11,5 °C, avec une amplitude thermique annuelle de 14,7 °C. Le cumul annuel moyen de précipitations est de 1 089 mm, avec 13,1 jours de précipitations en janvier et 7,8 jours en juillet. Pour la période 1991-2020, la température moyenne annuelle observée sur la station météorologique la plus proche, située sur la commune de Champagnac-la-Rivière à 6 km à vol d'oiseau, est de 11,5 °C et le cumul annuel moyen de précipitations est de 1 189,6 mm,. Pour l'avenir, les paramètres climatiques de la commune estimés pour 2050 selon différents scénarios d’émission de gaz à effet de serre sont consultables sur un site dédié publié par Météo-France en novembre 2022.

## Urbanisme

### Typologie
Au 1er janvier 2024, Gorre est catégorisée commune rurale à habitat très dispersé, selon la nouvelle grille communale de densité à sept niveaux définie par l'Insee en 2022.
Elle est située hors unité urbaine. Par ailleurs la commune fait partie de l'aire d'attraction de Limoges, dont elle est une commune de la couronne,. Cette aire, qui regroupe 127 communes, est catégorisée dans les aires de 200 000 à moins de 700 000 habitants,.

### Occupation des sols
L'occupation des sols de la commune, telle qu'elle ressort de la base de données européenne d’occupation biophysique des sols Corine Land Cover (CLC), est marquée par l'importance des territoires agricoles (75,6 % en 2018), en augmentation par rapport à 1990 (74,6 %). La répartition détaillée en 2018 est la suivante : 
prairies (46,2 %), zones agricoles hétérogènes (27,5 %), forêts (24,4 %), terres arables (2 %). L'évolution de l’occupation des sols de la commune et de ses infrastructures peut être observée sur les différentes représentations cartographiques du territoire : la carte de Cassini (XVIIIe siècle), la carte d'état-major (1820-1866) et les cartes ou photos aériennes de l'IGN pour la période actuelle (1950 à aujourd'hui).

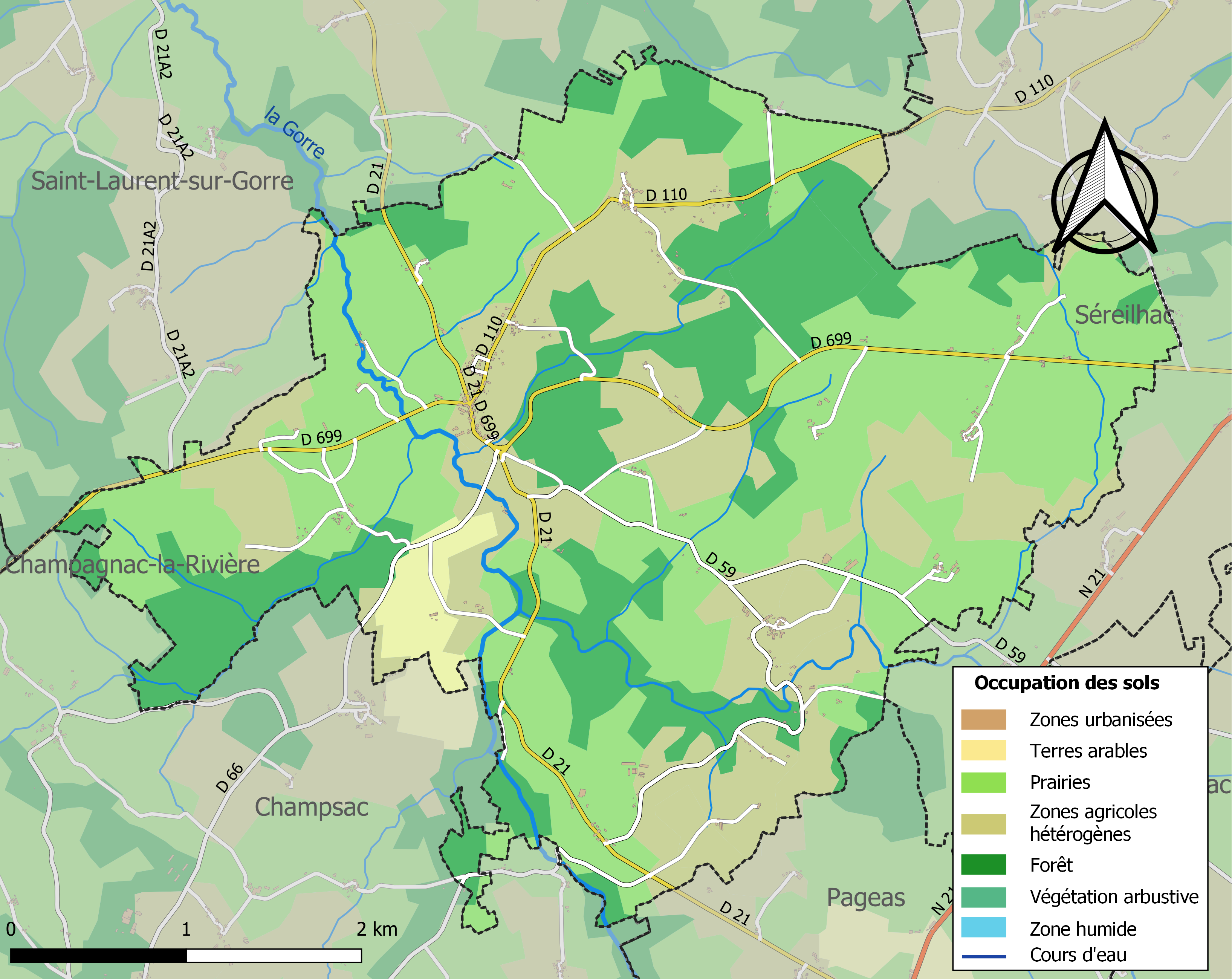
Carte des infrastructures et de l'occupation des sols de la commune en 2018 (CLC).

### Risques majeurs
Le territoire de la commune de Gorre est vulnérable à différents aléas naturels : météorologiques (tempête, orage, neige, grand froid, canicule ou sécheresse) et séisme (sismicité faible). Un site publié par le BRGM permet d'évaluer simplement et rapidement les risques d'un bien localisé soit par son adresse soit par le numéro de sa parcelle.

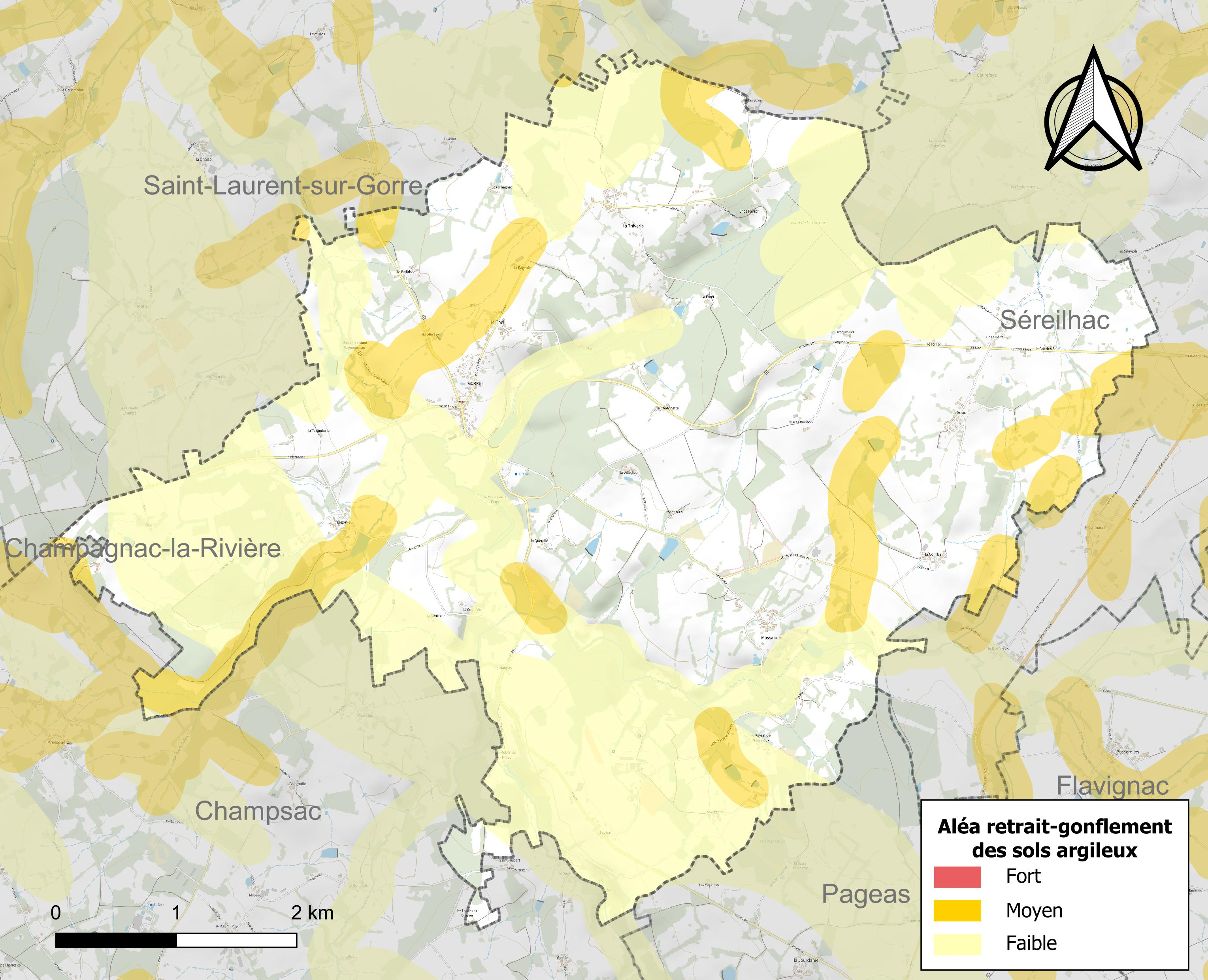
Carte des zones d'aléa retrait-gonflement des sols argileux de Gorre.

Le retrait-gonflement des sols argileux est susceptible d'engendrer des dommages importants aux bâtiments en cas d’alternance de périodes de sécheresse et de pluie. 12,5 % de la superficie communale est en aléa moyen ou fort (27 % au niveau départemental et 48,5 % au niveau national métropolitain). Depuis le 1er octobre 2020, en application de la loi ÉLAN, différentes contraintes s'imposent aux vendeurs, maîtres d'ouvrages ou constructeurs de biens situés dans une zone classée en aléa moyen ou fort,.
La commune a été reconnue en état de catastrophe naturelle au titre des dommages causés par les inondations et coulées de boue survenues en 1982 et 1999 et par des mouvements de terrain en 1999.

## Histoire

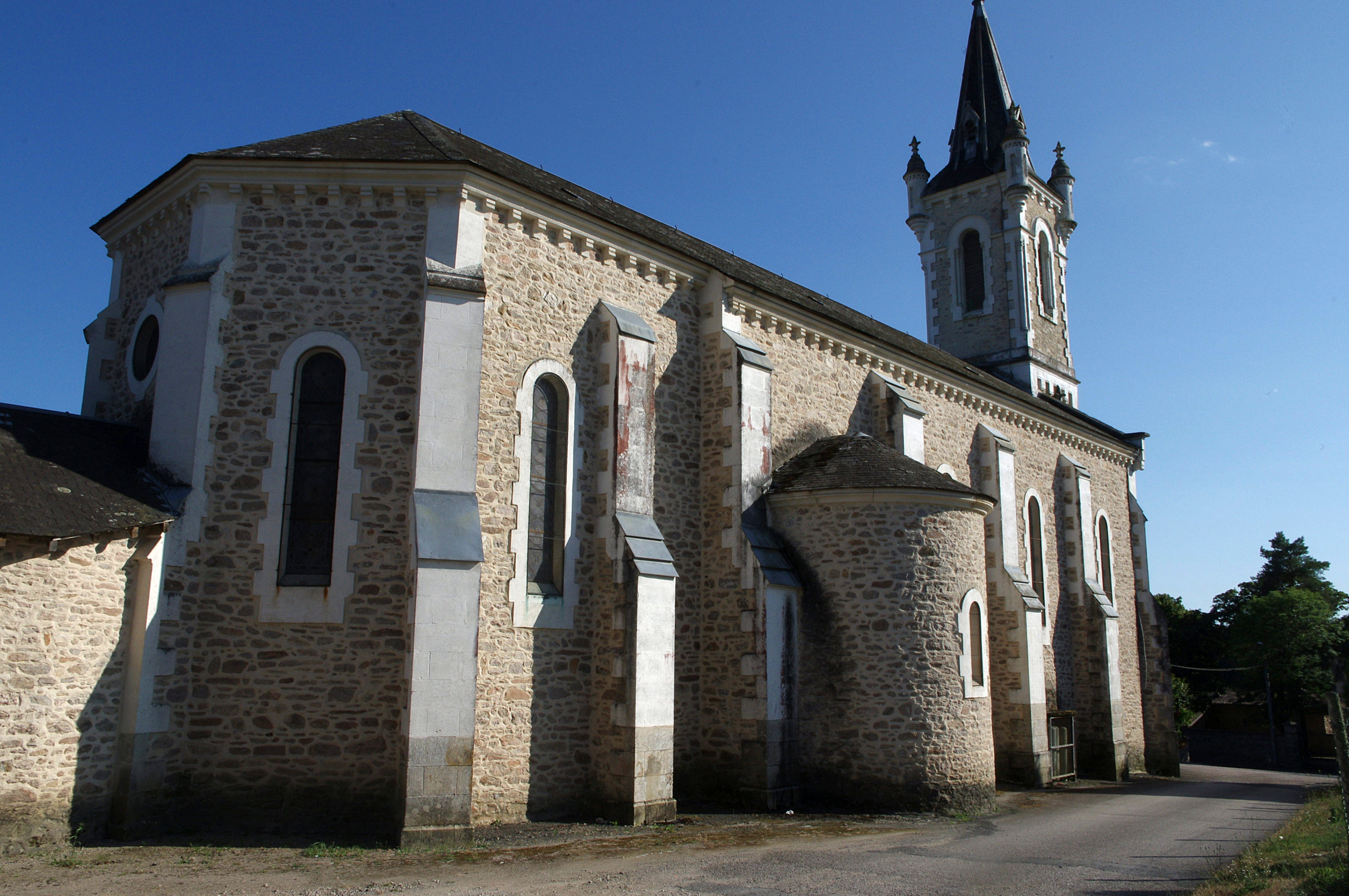
L'église de Gorre.

Gorre était avant la Révolution une paroisse du Haut Limousin, dans l'archiprêtré de Nontron.
Elle possédait une église du XIe siècle, surmontée d'un clocher carré de deux étages. Cette église jouxtait les bâtiments du château et a été démolie à la fin du XIXe siècle. Elle a été remplacée en 1892 par l'église actuelle, construite à un emplacement différent en contre-haut.
Gorre faisait partie de la vicomté de Rochechouart. Elle a eu pour seigneurs la famille de Saint-Laurent, puis la famille du Barry. Du XVIe siècle jusqu'à la Révolution, ses seigneurs furent des membres de la famille de Beaupoil de Saint-Aulaire, qui fit construire le château actuel au XVIIIe siècle.
Il existait sur cette paroisse un prieuré, au Mas-Buisson, qui dépendait de celui du Chalard. Il a été vendu comme bien national et démoli pendant la Révolution.

## Politique et administration

### Circonscriptions administratives
La commune de Gorre est située dans le département de la Haute-Vienne, en région Nouvelle-Aquitaine, et dans l'arrondissement de Rochechouart.
Jusqu'en 2015, la commune était rattachée au canton de Saint-Laurent-sur-Gorre. Ce dernier a été intégré au canton de Rochechouart, dont fait désormais partie la commune de Gorre.
Pour les élections législatives, Gorre fait partie de la deuxième circonscription de la Haute-Vienne. 

### Intercommunalité
La commune de Gorre a d'abord fait partie de la communauté de communes de la Vallée de la Gorre, créée en 2000.
En 2017, à la suite de la loi NOTRe, imposant des tailles minimales pour les intercommunalités, la communauté de la communes de la Vallée de la Gorre a fusionné avec la communauté de communes des Feuillardiers. De cette fusion est issue la communauté de communes Ouest Limousin, dont Gorre est l'une des seize communes membres.

### Liste des maires
| Période                                  | Période      | Identité                                       | Étiquette | Qualité              |
| ---------------------------------------- | ------------ | ---------------------------------------------- | --------- | -------------------- |
| Les données manquantes sont à compléter. |              |                                                |           |                      |
|                                          | 1823         | Jean Baptiste Dureycey                         |           |                      |
| 1823                                     | 1824         | Henry de Marsanges                             |           |                      |
| 1824                                     | 1825         | Jean Emmanuel Esmoingt de Lavaublanche         |           |                      |
|                                          | 1871         | Jean Baptiste Bernard Gillier                  |           |                      |
| 1871                                     | 1902         | Marie Eugène Emmanuel Esmoingt de Lavaublanche |           |                      |
| 1902                                     | 1904         | Martial Donet                                  |           |                      |
| 1904                                     | 1905         | Marie Eugène Emmanuel Esmoingt de Lavaublanche |           |                      |
| 1905                                     | 1919 (décès) | A. Boutaud-Lacombe                             |           |                      |
| décembre 1919                            | 1929         | Hervé de Saint Meleuc                          |           |                      |
| Les données manquantes sont à compléter. |              |                                                |           |                      |
| mars 1971                                | mars 1989    | Guy Bernard                                    | PS        |                      |
| mars 1989                                | juin 1995    | Paul Misbert                                   |           |                      |
| juin 1995                                | mars 2001    | Jean-Baptiste Chaput                           |           |                      |
| mars 2001                                | mars 2008    | Roger Gayot                                    |           |                      |
| mars 2008                                | mars 2014    | Richard Boissou                                |           |                      |
| mars 2014                                | mai 2020     | Jean-Pierre Romain                             |           | Retraité             |
| mai 2020                                 | En cours     | Patrice Chauvel                                | SE        | Dirigeant de société |

## Population et société

### Démographie
L'évolution du nombre d'habitants est connue à travers les recensements de la population effectués dans la commune depuis 1793. Pour les communes de moins de 10 000 habitants, une enquête de recensement portant sur toute la population est réalisée tous les cinq ans, les populations de référence des années intermédiaires étant quant à elles estimées par interpolation ou extrapolation. Pour la commune, le premier recensement exhaustif entrant dans le cadre du nouveau dispositif a été réalisé en 2007.

En 2022, la commune comptait 388 habitants, en évolution de −2,02 % par rapport à 2016 (Haute-Vienne : −0,68 %, France hors Mayotte : +2,11 %).
| 1793 | 1800 | 1806 | 1821 | 1831 | 1836 | 1841 | 1846 | 1851 |
| ---- | ---- | ---- | ---- | ---- | ---- | ---- | ---- | ---- |
| 796  | 811  | 775  | 815  | 846  | 879  | 852  | 900  | 898  |

| 1856 | 1861 | 1866 | 1872 | 1876 | 1881 | 1886 | 1891 | 1896 |
| ---- | ---- | ---- | ---- | ---- | ---- | ---- | ---- | ---- |
| 912  | 893  | 892  | 801  | 821  | 871  | 930  | 922  | 938  |

| 1901 | 1906 | 1911 | 1921 | 1926 | 1931 | 1936 | 1946 | 1954 |
| ---- | ---- | ---- | ---- | ---- | ---- | ---- | ---- | ---- |
| 908  | 885  | 875  | 761  | 652  | 635  | 592  | 561  | 502  |

| 1962 | 1968 | 1975 | 1982 | 1990 | 1999 | 2006 | 2007 | 2012 |
| ---- | ---- | ---- | ---- | ---- | ---- | ---- | ---- | ---- |
| 468  | 412  | 372  | 360  | 350  | 376  | 379  | 379  | 398  |

| 2017 | 2022 | - | - | - | - | - | - | - |
| ---- | ---- | - | - | - | - | - | - | - |
| 401  | 388  | - | - | - | - | - | - | - |

## Culture locale et patrimoine

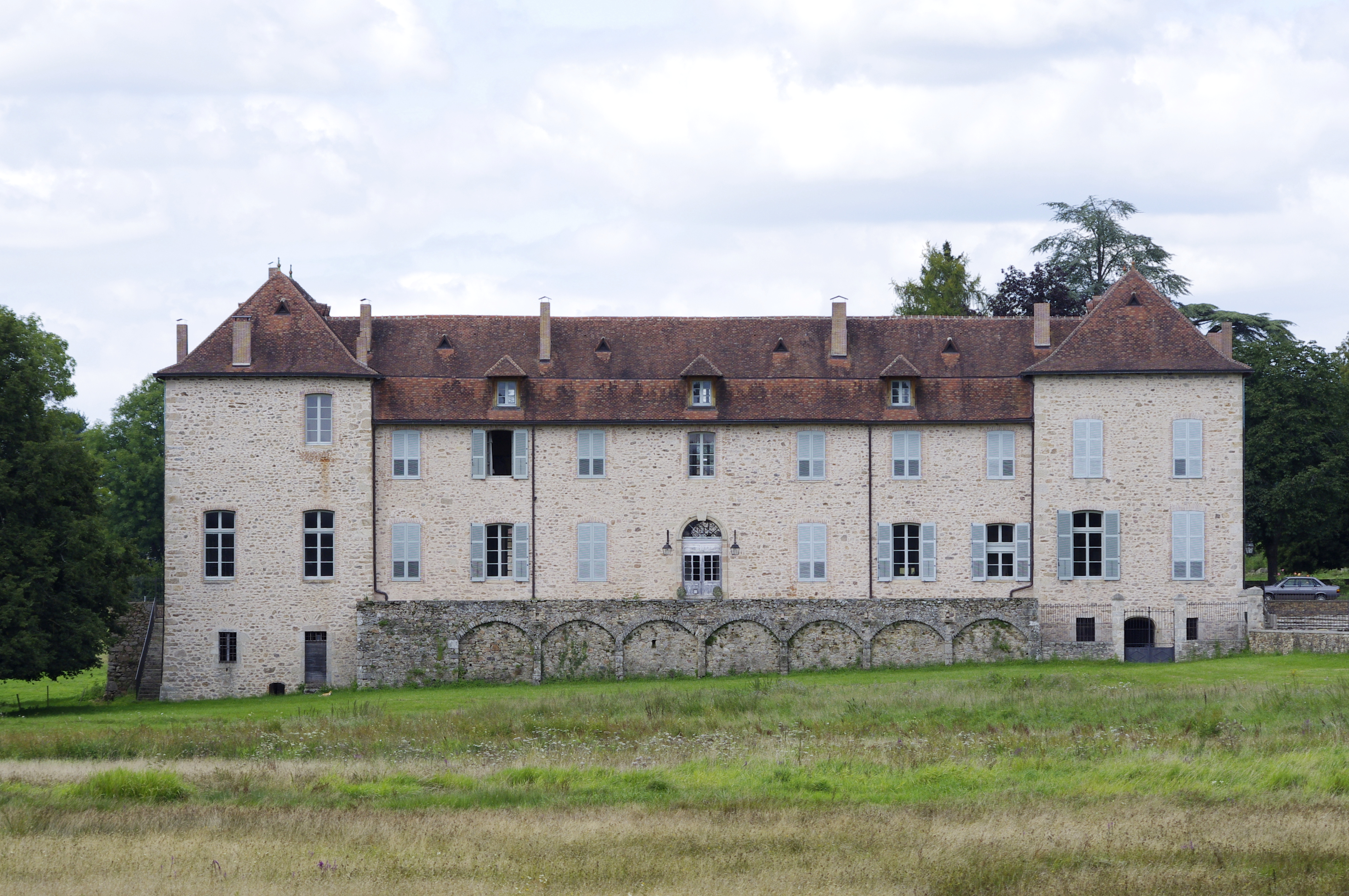
Le château de Gorre.

### Lieux et monuments
- Église Sainte-Croix, de style néo-gothique, construite en 1892 (arch. Vergez).
- Croix reliquaire de la Vraie Croix, provenant de l'abbaye de Grandmont. :Remarquable ouvrage d'orfèvrerie du XIIIe siècle incluant deux magnifiques intailles paléochrétiennes, classé à titre d'objet aux monuments historiques[28].
- Château de Gorre, XVIIIe siècle, construit par la famille de Beaupoil de Sainte-Aulaire.
- Château de Soumagnas, XVIIe siècle, construit par la famille de Brie.
- Fontaine gallo-romaine de la Thiverie.

### Personnalités liées à la commune
- Barbe de Teyfon (Benoît) dit de Brie de Teyfon, marquis de Théobon. Né à Gorre en 1725, capitaine au régiment d'Artois il participa à la guerre d'indépendance américaine. En 1773 il acquit le marquisat de Théobon, à Loubès-Bernac (Lot-et-Garonne)[29].
- Beaupoil de Sainte-Aulaire (Martial-Louis de). Évêque de Poitiers de 1759 à 1791. Né à Gorre le 1er janvier 1719, mort en émigration à Fribourg en 1798. Fils de Louis de Beaupoil de Sainte-Aulaire, seigneur de Gorre, et de Françoise Guingand de Saint-Mathieu. On lui attribue généralement la construction de l'actuel château de Gorre dans la 2e moitié du XVIIIe siècle[30].
- Brie de Sousmagnac (Martial de). Vicaire général du diocèse d'Arles, réfugié à Gorre où il fut arrêté en 1793. Mort à Rochefort en 1794 et inhumé à l'île d'Aix, ses biens saisis comme biens nationaux furent vendus l'année suivante.

### Héraldique
| Blason de Gorre | Blason  | Parti d'argent et de gueules, à trois accouples d'azur bouclées et liées d'or, posées en pal et brochant sur le tout. |
| Blason de Gorre | Détails | |